# Фудзимура, Сёко
Сёко Фудзимура (яп. 藤 村 祥子 Shoko Fujimura, род. 26 апреля 1987 года, Бихоро, Хоккайдо) — японская конькобежка. Участница зимних Олимпийских игр 2014 года. Чемпионка Японии и серебряный призёр на дистанции 5000 м. Выступала за команду ""Horai Chuo Dental"" (Стоматологическая Медицинская корпорация).

## Биография
Сёко Фудзимура начала кататься на коньках в возрасте 6 лет, в первом классе начальной школы Бихоро. Когда она училась в средней школе , то смогла занять 3-е место на дистанции 1500 м в Национальных соревнованиях средних школ. В 3-м классе средней школы Сиракаба Гакуэн выиграла 1500 м и 3000 м в общем зачёте средней школы. В 2004 году впервые участвовала на юниорском чемпионате Японии. Через год дебютировала на взрослом Всеяпонском чемпионате, на Кубке мира и на чемпионате мира среди юниоров.
В 2006 году выиграла "бронзу" в многоборье на чемпионате страны среди юниоров и в командной гонке на юниорском чемпионате мира в Эрфурте. После окончания средней школы Сиракаба Гакуэн Сёко поступила в Японский университет спортивной науки и на первом курсе в 2007 году участвовала на зимней Универсиаде в Турине, где завоевала бронзовую медаль в командной гонке.
Следующие несколько сезонов она участвовала только на национальных и студенческих соревнованиях, но результатов не показывала. Только в 2012 году Сёко смогла подняться на 5-е место в многоборье на чемпионате Японии. В декабре на олимпийском отборе в Нагано выиграла в забегах на 3000 м и 5000 м и прошла квалификацию на олимпиаду в Сочи. В январе 2014 года выиграла "серебро" на дистанции 5000 м на чемпионате Азии в Томакомаи.
В феврале 2014 года на зимних Олимпийских играх в Сочи заняла 15-е место на дистанции 3000 м и 10-е на 5000 м, а следом дебютировала на чемпионате мира в Херенвене и заняла там 20-е место в сумме многоборья. На чемпионате мира на отдельных дистанциях в Херенвене заняла 10-е место в забеге на 5000 м.
В 2016 году впервые выиграла чемпионат Японии в забеге на 5000 м, после чего только в 2018 году стала серебряным призёром Всеяпонского чемпионата на дистанции 5000 м и не смогла пройти отбор на олимпийские игры 2018 года, заняв 5-е место в забеге на 5000 м. В апреле 2018 года она объявила о завершении карьеры. В 2019 году Сёко участвовала в велоспорте на шоссейных гонках в Национальном чемпионате Японии.

## Личная жизнь
Сёко Фудзимура в 2012 году окончила Японский университет спортивной науки на факультете физического воспитания.